# Real Time Kinematic
Real Time Kinematic (RTK GPS) - technologia precyzyjnych pomiarów przy użyciu nawigacji satelitarnej. Pomiar RTK to aktualnie najnowocześniejsza na świecie technologia najdokładniejszych pomiarów (rzędu centymetrowych dokładności) uzyskiwanych w czasie rzeczywistym (bez wykonywania obliczeń po pomiarze w tzw. post-processingu). Pomiary RTK są wykorzystywane także w Polsce głównie w produkcji geodezyjnej.
Metody czasu rzeczywistego RTK z inicjalizacją On-The-Fly (OTF) umożliwiają szybkie (prawie natychmiastowe, w czasie rzeczywistym) wyznaczenie położenia centrum fazowego anteny satelitarnej odbiornika z dokładnością 1–3 cm. Metody OTF polegają na szybkim rozwiązaniu problemu nieoznaczoności pomiarów fazowych przez odbiornik ruchomy GPS (obserwatora) na podstawie przesłanych telemetrycznie (przez fale krótkie, GSM/GPRS, CSD), ze stacji referencyjnej GPS, poprawek do pseudoodległości oraz surowych danych pomiarów fazy sygnałów L1 i L2.
Wartość nieoznaczoności pomiarów fazowych jest szybko wyznaczana metodą filtracji Kalmana lub w odbiornikach nowej generacji metodą LAMBDA, zaproponowaną przez Teunissena (Teunissen, 1993). Czas inicjalizacji pomiarów (w odbiorniku GPS) przy wykorzystaniu tych metod wynosi około 10 sekund. W metodach tych jest konieczne utworzenie stacji referencyjnej GPS, prowadzącej ciągłe obserwacje i wysyłającej dane w międzynarodowym formacie RTCM ver. 2.3 (najnowsza wersja to 3.0), bądź w formacie opracowanym przez firmę Trimble CMR (także w wersji CMR+) za pomocą dedykowanych nadajników UHF lub telefonu komórkowego GSM. Możliwa jest także transmisja typu Data Radio Channel (DARC) przy użyciu radiostacji UHF państwowych lub komercyjnych, nadających standardowe programy radiowe.
W precyzyjnej nawigacji i kierowaniu maszynami ruchomy odbiornik przemieszcza się w sposób ciągły i np. co 1 sekundę wyznaczane są dyskretne pozycje jego trajektorii. W geodezji obserwator w ciągu kilku lub kilkunastu sekund dokonuje wyznaczeń pozycji kolejnych punktów, na których ustawiono antenę satelitarną. Dokładność metody RTK/OTF jest rzędu 1–2 cm + 1 ppm.